# Buscás
Buscás (llamada oficialmente San Paio de Buscás) es una parroquia española del municipio de Órdenes, en la provincia de La Coruña, Galicia.

## Entidades de población
Entidades de población que forman parte de la parroquia:
- Aneiro (O Aneiro)
- Aruxiña
- Bouciña (A Bouciña)
- Canle (A Canle)
- Carballedo
- Casabella (A Casavella)
- Castenda
- Cernadas
- Esmorís
- Faramilláns
- Gorita (A Gorita)
- Lameiros (Os Lameiros)
- Margarida
- Pereira (A Pereira)
- Pereiro (O Pereiro)
- Pombas (As Pombas)
- Pumariño (O Pomariño)
- Quenllo
- Ramos (Os Ramos)
- Rúa (A Rúa)
- Tiopeira (A Tiopeira)
- Trabes
- Uzás
- Verdial (O Verdeal)
- Vilariño

## Despoblado
- Monte (O Monte)

## Demografía
| Gráfica de evolución demográfica de Buscás entre 2000 y 2019 |
|                                                              |
| Datos según el nomenclátor publicado por el INE.             |